# 뒤통수이마근

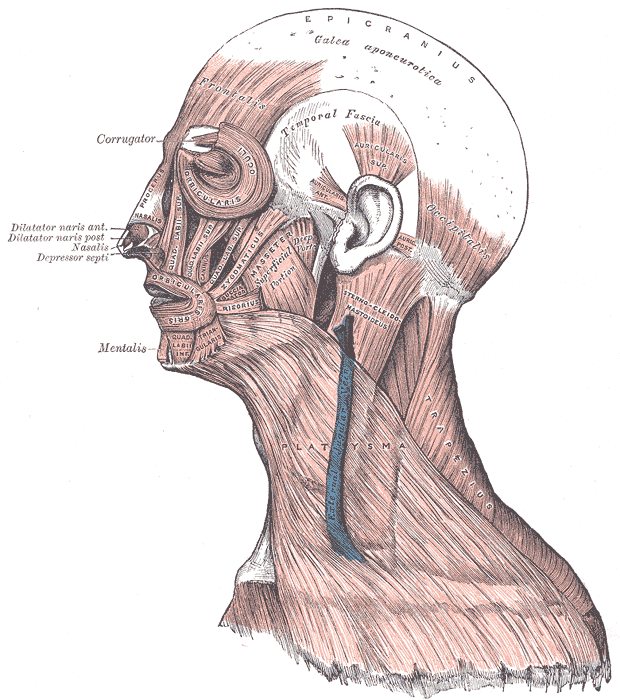

뒤통수이마근(occipitofrontalis muscle 또는 epicranius muscle) 또는 후두전두근(後頭前頭筋)은 머리뼈의 일부를 덮고 있는 근육이다. 뒤통수이마근은 뒤통수뼈 근처의 뒤통수힘살(occipital belly)과 이마뼈 근처의 이마힘살(frontal belly)이라는 두 개의 힘살로 이루어져있다.